# Leszek Zbigniew Ciunik
Leszek Zbigniew Ciunik (ur. 4 czerwca 1949 w Głogowie) – polski chemik, emerytowany profesor zwyczajny Wydziału Chemii Uniwersytetu Wrocławskiego specjalizujący się w krystalografii i krystalochemii związków koordynacyjnych i organicznych.

## Życiorys
Urodził się w 1949 roku w Głogowie. Po roku wraz z rodzicami zamieszkał we Wrocławiu, gdzie w 1963 roku ukończył Szkołę Podstawową nr 94, w 1967 roku XII Liceum Ogólnokształcące im. Bolesława Chrobrego, a w 1972 studia chemiczne na Wydziale Matematyki, Fizyki i Chemii Uniwersytetu Wrocławskiego. Po studiach został zatrudniony w Zespole Krystalografii w Instytucie Chemii UWr kolejno na etatach asystenta stażysty, asystenta i starszego asystenta. W 1980 roku obronił rozprawę doktorską pt. Struktura krystaliczna kompleksów manganu(II) z aminokwasami wykonaną pod opieką prof. Tadeusza Głowiaka. W latach 1988–1989 przebywał na stypendium Fundacji Humboldta w Institut für Kristallographie, Freie Universität Berlin w grupie prof. Petera Lugera. W 1998 roku obronił rozprawę habilitacyjną pt. Strukturalne konsekwencje wiązań wodorowych w pierścieniowych związkach organicznych (pochodnych cukrów, cykloheksanonu i w trwałych rodnikach π). W 2000 roku przebywał jako profesor wizytujący w School of Chemistry University of Hyderabad (Indie). W 2002 roku uzyskał stanowisko profesora UWr, a w 2007 roku tytuł profesora. Pod jego kierunkiem ukończono cztery przewody doktorskie. Był recenzentem w 14 przewodach doktorskich, w 13 habilitacyjnych i w 7 postępowaniach o tytuł naukowy.
Jest żonaty (żona Barbara), ma dwoje dzieci.

## Dorobek naukowy
Jego zainteresowania naukowe dotyczą:
- krystalochemii, a w szczególności różnorodnych problemów związanych z oddziaływaniami międzycząsteczkowymi i rozdziałem racemicznym,
- syntezy, budowy i właściwości chemicznych trwałych hemiaminali(inne języki). Jako główną metodę badawczą stosuje rentgenowską analizę strukturalną. Jest współautorem przeszło 230 publikacji[5] w czasopismach z listy Journal Citation Reports oraz dwóch patentów krajowych dotyczących hemiaminali[6][7]. Był członkiem Komitetu Krystalografii Polskiej Akademii Nauk (2003-2012, 2016-2019)[8]. Jest członkiem Polskiego Towarzystwa Krystalograficznego[9].

## Pełnione funkcje
W latach 2002–2005 pełnił funkcję prodziekana Wydziału Chemii UWr, a w latach 2005–2008 i 2008-2012 dziekana. W latach 2005–2016 był członkiem Senatu Uniwersytetu Wrocławskiego pełniąc w nim m.in. rolę przewodniczącego senackiej komisji inwestycji i majątku (2012-2016). Ponadto pełnił funkcję kierownika Zakładu Krystalografii (2003-2016), kierownika Zespołu chemii i struktury heterocykli i ich sieci koordynacyjnych (2013-2019) i opiekuna Koła Naukowego Studentów Jeż (2013-2014). W latach 2008–2010 był członkiem zespołu zadaniowego MNiSW ds. oceny wniosków współfinansowanych z funduszy strukturalnych oraz członkiem zespołu zadaniowego MNiSW ds. oceny dorobku naukowego. W latach 2009–2014 był kierownikiem zadania 2.1 pt. Antybiotyki na bazie nowych hemiaminali w ramach projektu BioMed we Wrocławskim Centrum Badań EIT+.

## Odznaczenia i wyróżnienia
- Nagroda Indywidualna III st. Ministra Nauki i Szkolnictwa Wyższego (1980)
- Nagroda Indywidualna Ministra Edukacji Narodowej i Sportu (2005)
- Zespołowa Nagroda Ministra Zdrowia (2005)
- Złota Odznaka Politechniki Wrocławskiej (2010, nr 4972)
- Medal Komisji Edukacji Narodowej (2005)
- Złoty Krzyż Zasługi (2016)[20].
- Krzyż Kawalerski Orderu Odrodzenia Polski (2017)[21].